# Molenlaan (Rotterdam)
De Molenlaan is een oude laan in de Rotterdamse deelgemeente Hillegersberg-Schiebroek, in het Molenlaankwartier. De laan is een oud landschapselement in de Boterdorpse polder, een vroege drooglegging in het veengebied. Op de eerste gedrukte wandkaart van het Hoogheemraadschap van Schieland uit 1611 van de hand van Floris Balthasarsz. van Berckenrode komt de Molenlaan reeds voor als Berchs Molelaentge. De laan verbindt daar de Berch Wech (de huidige Grindweg) met de Berchs Coremole (thans molen De Vier Winden) uit 1776, die nabij de dorpskern van Ter Bregge in het verlengde van de laan aan de Rotte staat. De weg vormde de verbindingsroute tussen Rotterdam en Gouda.
Men noemt de laan vaak lommerrijk, omdat er tussen de rijbaan en de huizen aan de laan monumentale platanen staan, die in de jaren dertig van de twintigste eeuw werden aangeplant. Op dat moment bevond zich reeds enige lintbebouwing langs de Molenlaan. De gemeente is zuinig op deze bomen, omdat ze de luchtvervuiling compenseren, die ontstaat door veel langzaam rijdend en stilstaand verkeer over deze laan, voornamelijk tijdens de spitsperioden. Het is een gebiedsontsluitingsweg, voornamelijk voor het verkeer tussen de rijksweg A16 en de wijken Prins Alexander en Ommoord. In het Verkeer- en Vervoersplan Rotterdam 2003- 2020 (VVPR) is de Molenlaan aangewezen als onderdeel van het binnenstedelijk hoofdwegennet.
Een aantal jaren geleden is de laan vanaf de Heijbergstraat tot aan de Irenebrug verlegd om het verkeer recht op de Prinses Irenebrug aan te laten rijden. Deze brug vormt een essentiële schakel in verplaatsingen tussen enerzijds de gemeenten Lansingerland en Pijnacker-Nootdorp en anderzijds de deelgemeente Prins Alexander. De Molenlaan en de Prinses Irenebrug moeten grote, regionale, verkeersstromen verwerken waarvoor deze route niet bedoeld en niet ontworpen is.
Vanaf 24 mei 1938 is de Molenlaan het begin- en eindpunt van een tramlijn. Aanvankelijk lijn 14, en als gevolg van de grote reorganisatie van het tramnet - vanwege de indienststelling van de Rotterdamse metro - werd lijn 14 op 4 november 1967 omgenummerd in lijn 4. Stadsbuslijn 35 - Melanchthonweg - Station Rotterdam Alexander - berijdt de gehele Molenlaan. 
Ajaxstraat ·
Bergse Dorpsstraat ·
Bergweg ·
Grindweg ·
Kleiweg ·
Molenlaan ·
Ringdijk ·
Straatweg ·
Wildersekade